# Villa Favorita (Ercolano)
La Villa Favorita de Ercolano, también llamada Real Villa de la Favorita de Resina (nombre oficial de Ercolano hasta 1969), es una de las villas aristocráticas el Miglio d'oro situada en la costa del Golfo de Nápoles.
Construida a mediados del siglo XVIII por el célebre arquitecto Ferdinando Fuga, a finales del mismo siglo fue adquirida por el rey Fernando IV de Nápoles, convirtiéndose en residencia real. Los soberanos de Dos Sicilias hicieron uso de la villa de recreo hasta la Unificación de Italia, cuando pasó a manos de la Casa de Saboya. En 1879 la propiedad fue vendida, y tras varios cambios de propietarios actualmente pertenece al Ministerio de Justicia y alberga una escuela de policía penitenciaria.

## Historia

### La villa aristocrática (1762-1792)
Los orígenes de la villa radican en el siglo XVIII, cuando Giuseppe Beretta, duque Simari, mandó edificar en la pequeña población vesubiana de Resina un casino situado cara al mar al suroeste de la Strada delle Calabrie (actual Corso Resina). En 1761 a propiedad fue adquirida por Esteban Reggio y Gravina, príncipe de Jacci y de Campoflorido, quien encargó al célebre arquitecto Ferdinando Fuga la construcción de una nueva villa tardobarroca entre 1762 y 1768.

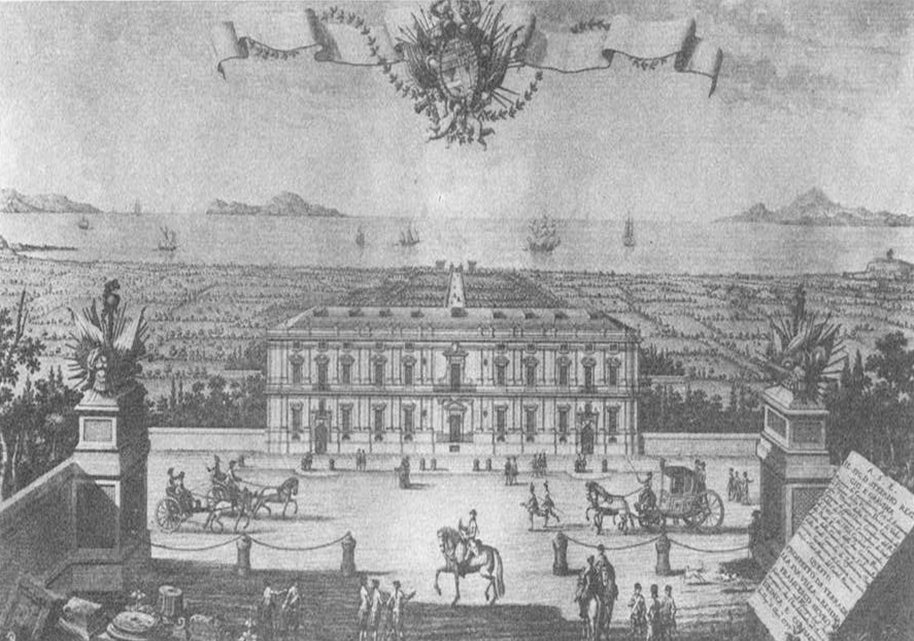
La Villa Favorita desde la calle en un grabado de 1777.

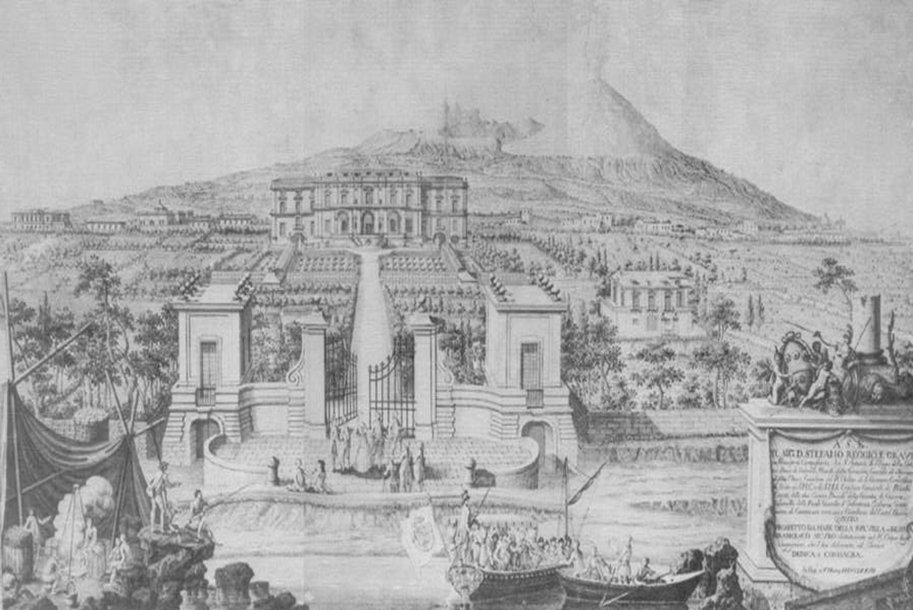
La Villa Favorita desde el mar en un grabado de 1777.

La villa fue inaugurada en abril de 1768 con ocasión de la boda entre el rey Fernando IV y la archiduquesa María Carolina de Austria, los festejos contaron además con la presencia de los grandes duques de Toscana, Leopoldo de Austria y María Luisa de Borbón.  

### La villa de Fernando IV (1792-1806)
Tras la muerte del príncipe de Jacci en 1790, sus herederos vendieron la propiedad al rey en 1792, quien decidió instalar en parte de los edificios la Accademia dei Cavalieri di Guardiamarina destinada a instruir a los jóvenes nobles que querían formar parte de la Armada Real. La academia se trasladó al monasterio de San Severino en Nápoles en 1799.
Entre 1796 y 1798, la villa fue lujosamente redecorada y reamueblada, y en el gran salón oval de la planta baja se instaló un suntuoso mosaico encontrado en 1793 la Villa Del Castiglione de Capri, que el emperador Tiberio había usado como residencia. Fue de nuevo redecorada entre 1800 y 1802 para reparar los daños acontecidos durante los saqueos consecuencia de la Revolución napolitana de 1799. En 1802, Fernando IV amplió la villa cara al mar con la adquisición de la propiedad del barón de Zezza.
En estos primeros años del siglo XIX, la villa alcanzó su máximo lujo en cuanto a decoración y mobiliario. La entrada se efectuaba por la gran escalinata posterior en forma de semicírculo. La planta baja se encontraba dividida por un gran salón oval abovedado situado en el eje central. A ambos lado se situaban dos apartamentos con distribución muy parecida, sin embargo, el del lado de Portici estaba destinado al rey y contenía su baño y retrete, mientras que el del lado de Torre del Greco se destinaba al séquito.
El piso superior repetía la misma distribución, con un salón de baile oval en el centro con bajorrelieves de grutescos blancos y azul celeste. A este piso se accedía por una escalera situada en uno de los laterales de la villa. Contenía los aposentos de la reina y las salas de recepción decoradas al gusto chinesco y etrusco, donde colgaba la célebre serie de cuadros de puertos del reino pintada por Jacob Philipp Hackert entre 1788 y 1792. En 1804 el viajero August von Koetzebue afirmaba:

La planta baja está destinada a bailes y festividades cortesanas […] Un amplia terraza cara al mar ofrece fresco a los fatigados bailarines, y también una bonita vista. […] El piso superior, por el contrario, el appartamento nobile contiene una variedad de obras de arte que ningún visitante debería ignorar. Las más destacables son, en mi opinión, las catorce vistas de puertos del reino pintadas por Hackert […] El siguiente objeto a destacar es el rico pavimento de mármol que adorna el salón oval. Fue descubierto en el palacio de Nerón [en verdad Tiberio] en la isla de Capri […] las colgaduras de seda de varios aposentos contienen alegres bordados y fueron hechas en la manufactura real del Belvidere [San Leucio]. Son maravillosas y elegantes. Algunas mesas de madera petrificada con incrustaciones de amatista y lapislázuli son también destacables. La biblioteca, no lejos del dormitorio del rey, está bellamente decorada […] pero no contiene ni un solo libro… […]

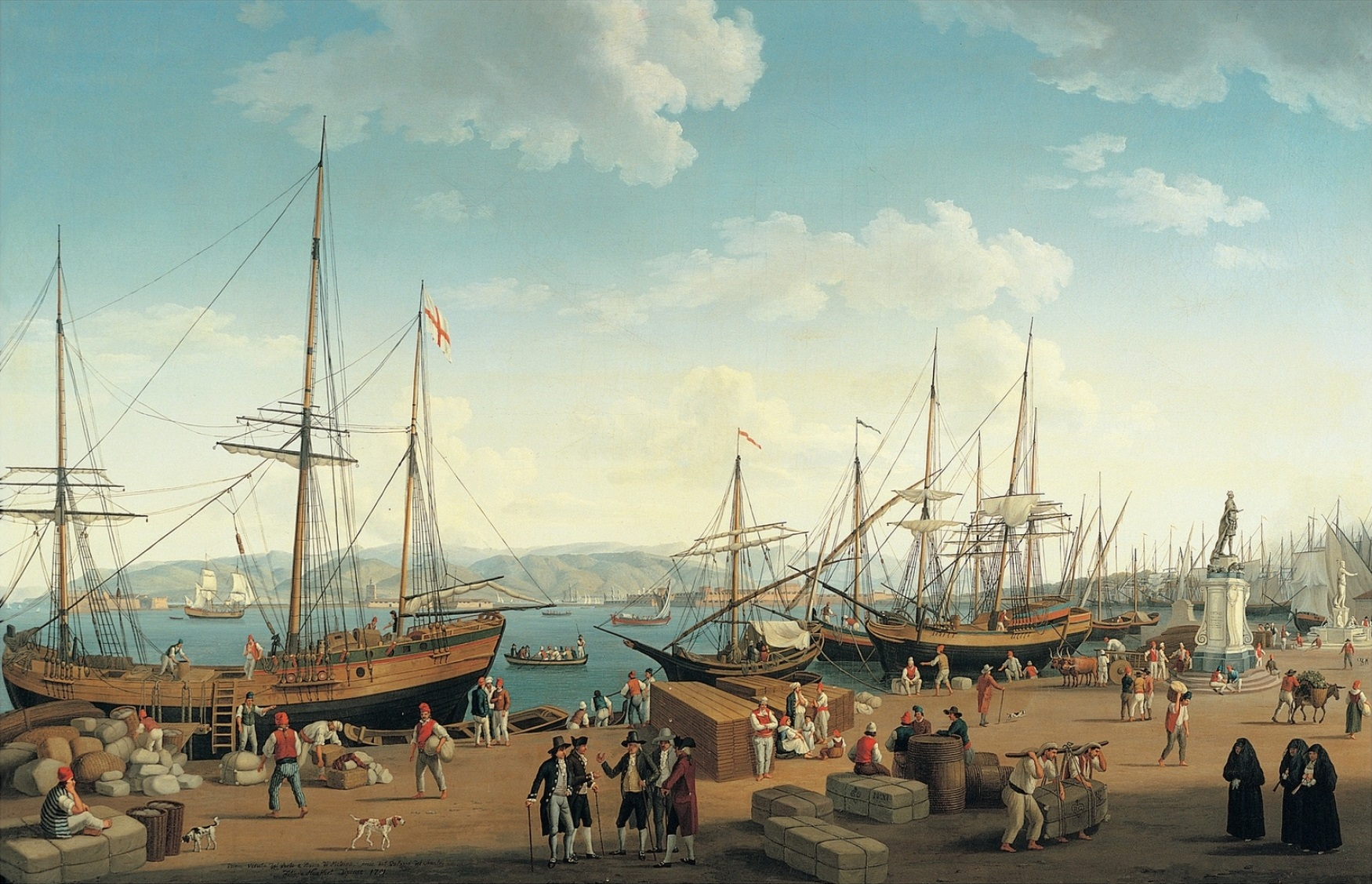
Vista del puerto de Mesina pintada por Hackert en 1791.

En enero de 1806, ante la invasión napoleónica, Fernando IV encargó empaquetar los preciados muebles de la villa y embarcarlos hacia Palermo.

### El decenio francés (1806-1815) y la Restauración borbónica (1815-1825)
Bajo el dominio francés, la recién renovada Villa Favorita no registró grandes intervenciones, al contrario que el vecino Palacio Real de Portici. Su mobiliario se caracterizó por su sencillez y elegancia. Joachim Murat y Carolina Bonaparte, nuevos reyes de Nápoles en 1808, utilizaron la villa para fiestas y recepciones familiares, y en junio de 1814 sirvió de marco para celebrar la onomástica de Murat con la presencia, entre otros, de Paulina Bonaparte, proveniente de Elba donde había visitado a su hermano exiliado.
Con el retorno de Fernando IV (I) al trono en 1815, la villa fue utilizada con frecuencia y embellecida, sin embargo en 1821, la escritora irlandesa Lady Morgan la describió con las siguientes palabras:

A una milla del Palacio de Portici se encuentra la villa de la última Medusa reconocida [la reina María Carolina] [...] Durante la segunda huida del Rey [Fernando IV] de Nápoles a Sicilia, ésta era la mejor amueblada de sus villas, y la Reina [María Carolina] decidió llevárselo todo con ella; pero todo ha sido reinstalado de nuevo, después de veinte años de uso y desgaste. A cada silla con la vieja seda francesa hecha jirones el conserje de la Favorita decía “¡ha hecho el viaje a Sicilia!”. La Favorita es un edificio mediocre, pobremente amueblado, con nada nuevo o espléndido más allá de una fina araña de cristal hecha en Nápoles que cuelga en el salón de baile […]

Lady Morgan se equivocaba sin embargo, en el hecho que no todos los muebles volvieron de Palermo y, por lo tanto, la villa de 1821 distaba mucho del lujo que había tenido antes de 1806.

### La villa del príncipe Leopoldo (1825-1851)
A la muerte del rey en 1825 pasó a ser propiedad de su segundo hijo Leopoldo, príncipe de Salerno.

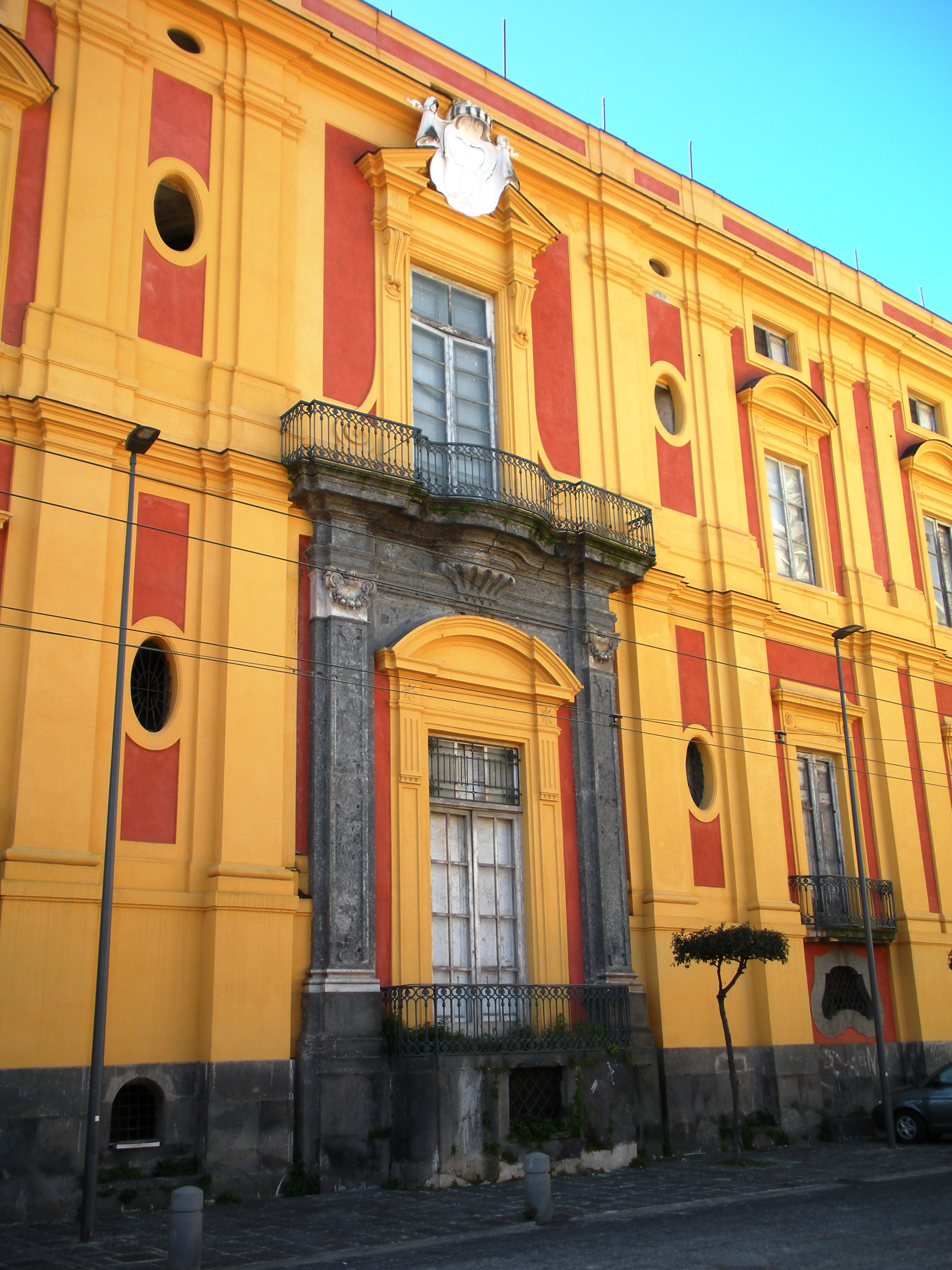
Fachada de la Villa Favorita hacia el Corso Resina.

Leopoldo realizó grandes transformaciones en toda la propiedad a partir de 1825. Encargó al arquitecto Pietro Bianchi una nueva ala para alojar su numeroso séquito, además de nuevos establos y almacenes. No obstante, su añadido más célebre fueron los carruseles y atracciones (ya añadidos a partir de 1823) que convirtieron el parque de la villa en un parque de atracciones a imitación del Prater de Viena. Los domingos y festivos el parque se abría al público y durante tres décadas fue uno de los grandes atractivos de Nápoles.

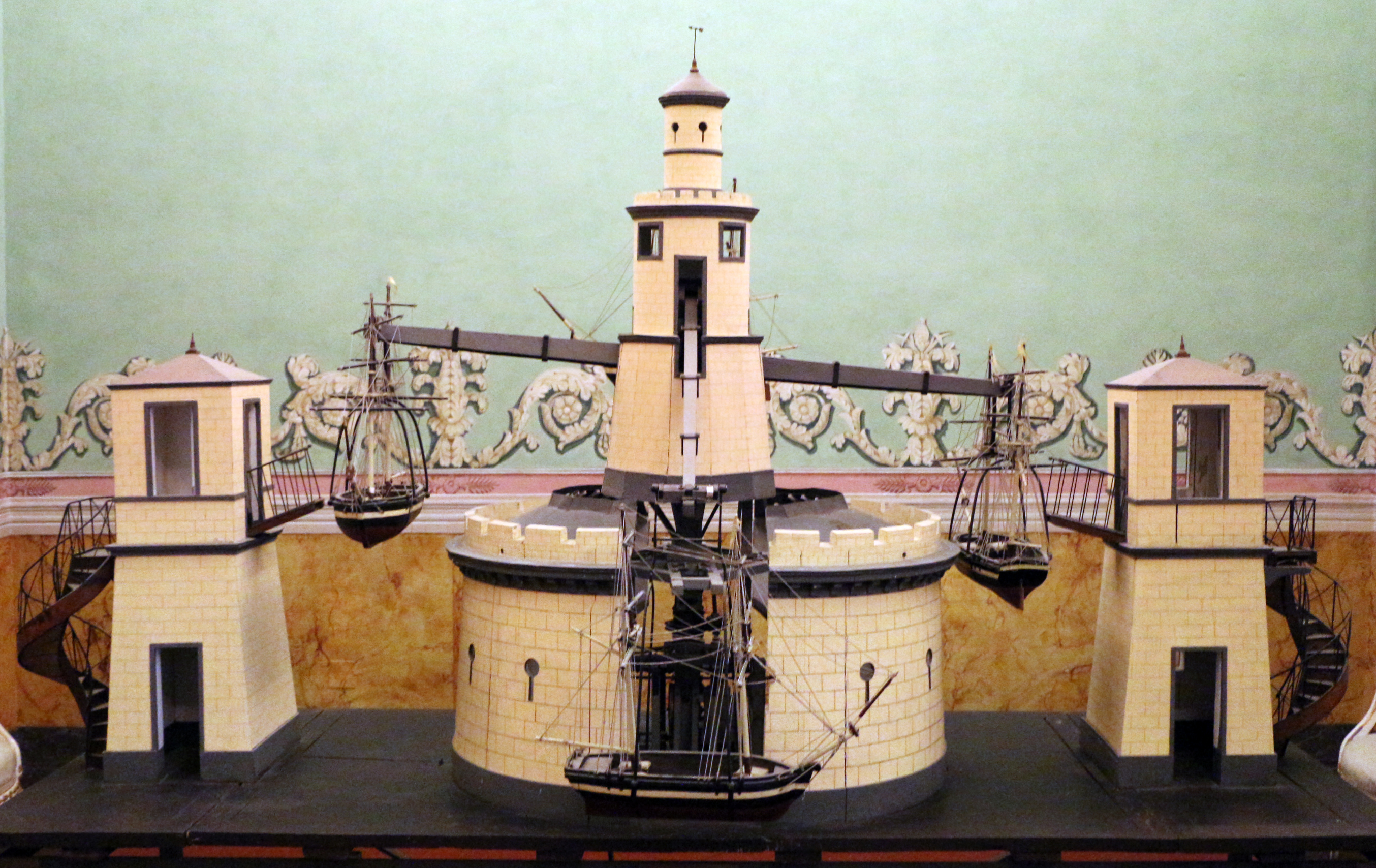
Maqueta de la "flota aérea" en la Villa Favorita.

Entre las atracciones del parque había un carrusel, un carrusel colgado, un balancín simple y otro doble, una noria o "stella", una "flota aérea" (especie de barcos colgados que se elevaban) o una "Ruote dei Campi Elisi" (noria individual). Leopoldo encargó además a los artesanos Nicola y Paolo Ardito, que habían trabajado en los telares de San Leucio, la realización de modelos a escala de las atracciones.

### La villa de nuevo real (1851-1860)

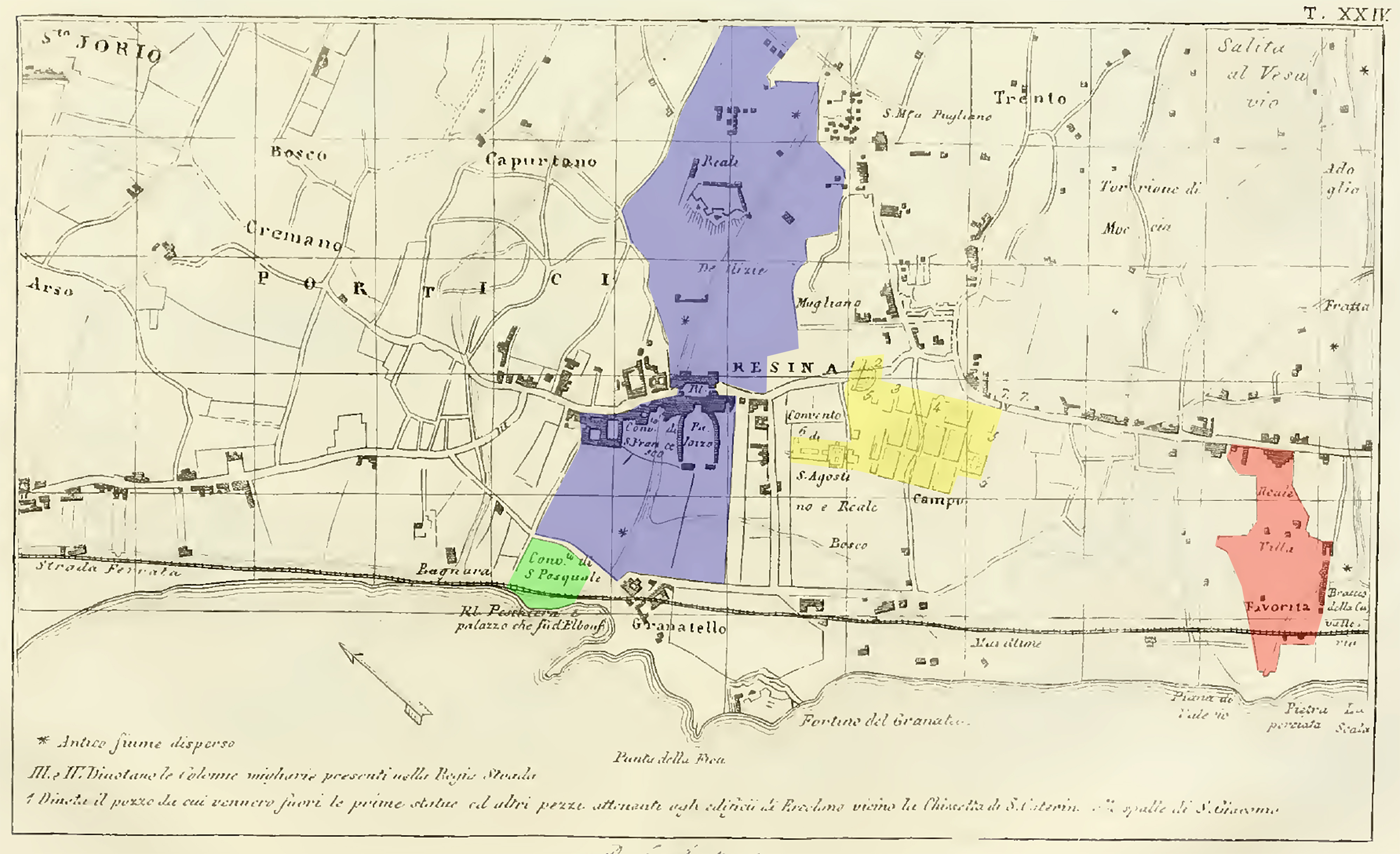
Mapa de la zona en 1858. En azul el Palacio Real de Portici, en amarillo la antigua Herculano, en verde la Villa d'Eboeuf y en rojo la Villa Favorita.

Tras la muerte de Leopoldo en 1851, la villa pasó de nuevo a manos reales, y el rey Fernando II encargó en 1855 un nuevo proyecto de ampliación de la villa con alas laterales, que sin embargo no se realizó. El monarca también encargó la renovación de las atracciones del parque, que se encontraban deterioradas y parcialmente fuera de uso, así como la incorporación de dos atracciones más, una montaña rusa y un trenecito. Pocos años después, el escritor Gaetano Nobile dejaba una extensa descripción de la Villa Favorita en los últimos años del régimen borbónico:

El edificio fue muy elogiado en su momento por sus formas graves y la variada distribución de vanos y cornisas […] el Rey en 1854 se propuso habitar la villa en algunas estaciones y ha mandado hacer muchas restauraciones en los edificios, en los muebles, en todo, donde se ve el estilo cambiante de los tiempos. En el primer nivel suele habitar el Rey con su consorte, y sus hijos pequeños, el duque de Calabria habita el piso superior con el resto de los príncipes, el séquito se distribuye en las buhardillas. A otros miembros de la familia real y a los príncipes extranjeros y su séquito se los aloja en el “palacio nuevo” [el de Bianchi], donde están las cocinas reales en la planta baja. El cuarto que habitan SS.MM. está todo cubierto de colgaduras de seda de tiempos de Fernando el viejo [Fernando IV], y muebles con filos de oro del decenio [francés]. Todas las estancias están decoradas con las paredes cubiertas de colgaduras y cortinas en puertas y ventanas de muselina estampada de flores […] los muebles modernos sin ningún tipo de talla, de madera oscura pulida, del mismo color y brillo son las camas de hierro. [y continúa]

### El lento decaer de la Villa Favorita (1860-2019)
Con la Unificación de Italia, la villa pasó a ser propiedad de la Casa de Saboya, sin embargo, el rey Víctor Manuel II jamás la utilizó, aunque el escudo de los nuevos monarcas fue añadido en la fachada principal. Tras el desmantelamiento del vecino palacio de Portici a partir de 1866, en la siguiente década tocó el turno de la Villa Favorita, en 1878 la mayor parte de las pinturas de la villa fueron enviadas a Caserta. Entre 1879 y 1885 fue alquilada el destronado virrey de Egipto Ismail Pachá, que añadió decoraciones orientalizantes en algunas estancias de la planta baja. En 1893 la propiedad, previo traslado de los muebles a Capodimonte, fue adquirida por la princesa de Santobuono, que llevó en la villa una activa vida social hasta que la vendió al Estado en 1936.
Empezó entonces un largo periodo de decaimiento de la propiedad. La mitad más próxima al mar con el "casino de Zezza" fue vendida a un particular, mientras que la villa, después de albergar un colegio salesiano, actualmente sirve como escuela para la policía penitenciaria del Ministerio de Justicia y se encuentra en un profundo estado de deterioro. En los años 70 la partición de la propiedad fue acrecentada por la construcción de la calle Gabriele d'Annunzio que dividía la villa y su parque inmediato de la propiedad particular cara al mar.
En 2015 se restauraron y pintaron las fachadas de la villa. En 2016 se abrió al público el recién restaurado "Parco sul Mare" y el "casino de Zezza", la parte de la propiedad vendida en 1936 y que desde los años 80 se encontraba gestionada por la Fundación Ente Villas Vesubianas. En noviembre de 2019 se derrumbó una parte del edificio anexo construido por Pietro Bianchi a partir de 1825.